# Rauch
Rauch,  es una ciudad ubicada en el interior de la Provincia de Buenos Aires, con más exactitud en el centro-este de esta provincia. Es cabecera del partido de Rauch y está ubicada a 277 km de Buenos Aires, a 272 km de La Plata y a 76km de Tandil. Forma parte de la Quinta Sección Electoral de la Provincia de Buenos Aires.

## Toponimia
La ciudad de Rauch lleva este nombre en homenaje al militar prusiano Federico Rauch, que participó activamente en  las campañas previas a la Conquista del Desierto contra los indígenas que los sucesivos gobiernos argentinos efectuaron durante la tercera década del siglo XIX y en las guerras civiles de ese país, falleciendo por degüello en el Combate de las Vizcacheras que lo enfrentó contra las fuerzas federales.

## Historia

### Antecedentes
Los indios pampas o het a la llegada de los blancos resistieron desde un principio. Así el primer adelantado del Río de la Plata don Pedro de Mendoza tuvo que abandonar su reciente fundación de Buenos Aires del año 1536 vencido por la sífilis y la hostilidad de los pampas llamados querandíes. Nuevos adelantados lo sucedieron y sólo la presencia de un poder político y militar fuerte por parte de la corona de España, luego de la creación del Virreinato del Río de la Plata en 1776, permitió establecer una línea de fronteras con los nativos -ahora araucanizados debido a las guerras constantes que los indios pampas sostuvieron con los pueblos araucanos procedentes de Chile- medianamente alejada de los centros urbanos.
La Revolución de Mayo propugnó una política conciliatoria e integradora con los indios. Hacia mediados de 1810 los revolucionarios negaron a los indígenas de las Salinas Grandes la ayuda militar que solicitaron para protegerse de Carripilún, quien luchaba por tener la exclusividad en la explotación de la sal.
Poco tiempo duró la paz. Al sur de Carmen de Patagones, un nuevo malón tehuelche destruyó el Fuerte San José y el Destacamento de Villarino (fuente de agua dulce) en Chubut, a costa de muertos y cautivos. 
En octubre de 1810, el secretario de Guerra y Gobierno de la Primera Junta, Mariano Moreno, le encomendó al coronel Pedro Andrés García una expedición pacífica, diplomática y comercial hacia las pampas. Era la Expedición a las Salinas. En su informe, el coronel García decía que el indio, “a pesar de su barbarie”, podía ser reducido y asimilado a la civilización. Y proponía fortificar una frontera desde el río Colorado al sur de Mendoza, y establecerse en las Salinas Grandes, Guaminí y Sierra de la Ventana. Un decreto de la Junta Grande, de septiembre de 1811, decía:

“Nada se ha mirado con más horror desde los primeros momentos de la instalación del actual gobierno como el estado miserable y abatido de la desgraciada raza de indios. (…) No sólo han estado sepultados por esclavitud ignominiosa, sino que desde ella misma debían saciar con su sudor la codicia y el lujo de los opresores. Penetrados de esos principios los individuos todos del gobierno y deseosos de adoptar todas las medidas capaces de reintegrarlos en sus primitivos derechos, les declararon desde luego la igualdad que les correspondía con las demás clases del Estado”

Feliciano Chiclana, en nombre del Primer Triunvirato firmó, el de octubre de 1811, un tratado con los indios el que no incluyó el envío de tropas para vigilar las salinas, como pretendieron inicialmente.
El Himno aprobado por la Asamblea del Año XIII reivindicaba a los habitantes originales de América en la guerra emprendida por los criollos contra la dominación de España: “Se conmueven del Inca las tumbas/ y en sus huesos revive el ardor/ lo que ven renovando a sus hijos/ de la Patria el antiguo esplendor”.
En 1819 Feliciano Chiclana visitó a los ranqueles en el Leuvucó, en la actual  Provincia de La Pampa, a doscientas leguas de la ciudad de Buenos Aires. Lo recibieron amigablemente y logró pactar una alianza contra los maturrangos o realistas.
Poco tiempo duró la relativa paz en la frontera debido a que rápidamente esta se fue debilitando durante la guerra de la Independencia y las guerras civiles. A poco de asumir el gobernador de la Provincia de Buenos Aires y estanciero Martín Rodríguez -y como consecuencia de haberse violado la paz conseguida con los indios amigos en el Pacto de Miraflores debido a los nuevos malones aborígenes que asolaron las poblaciones fronterizas provocando muchos muertos, llevándose innumerables cautivos y robando gran cantidad de ganado- realizó tres campañas contra los pobladores originarios de la zona, tradicionalmente conocidas como Campañas de Martín Rodríguez contra los indígenas. 
En 1822 Rodríguez envió al coronel Pedro Andrés García a la sierra de la Ventana para parlamentar con los indígenas y reconocer sus fuerzas y el terreno. La expedición contó con cuarenta hombres y se inició en Buenos Aires el 6 de marzo llegando el 27 de abril a 30 leguas al norte del pico de la Ventana lugar donde se reunió con 3.000 indios convocados por el gobierno y si bien no logró ningún tratado con ellos aconsejó al gobierno fundar un fuerte en la sierra del Volcán y otro en la sierra de Tandil, para facilitar las comunicaciones con Carmen de Patagones.

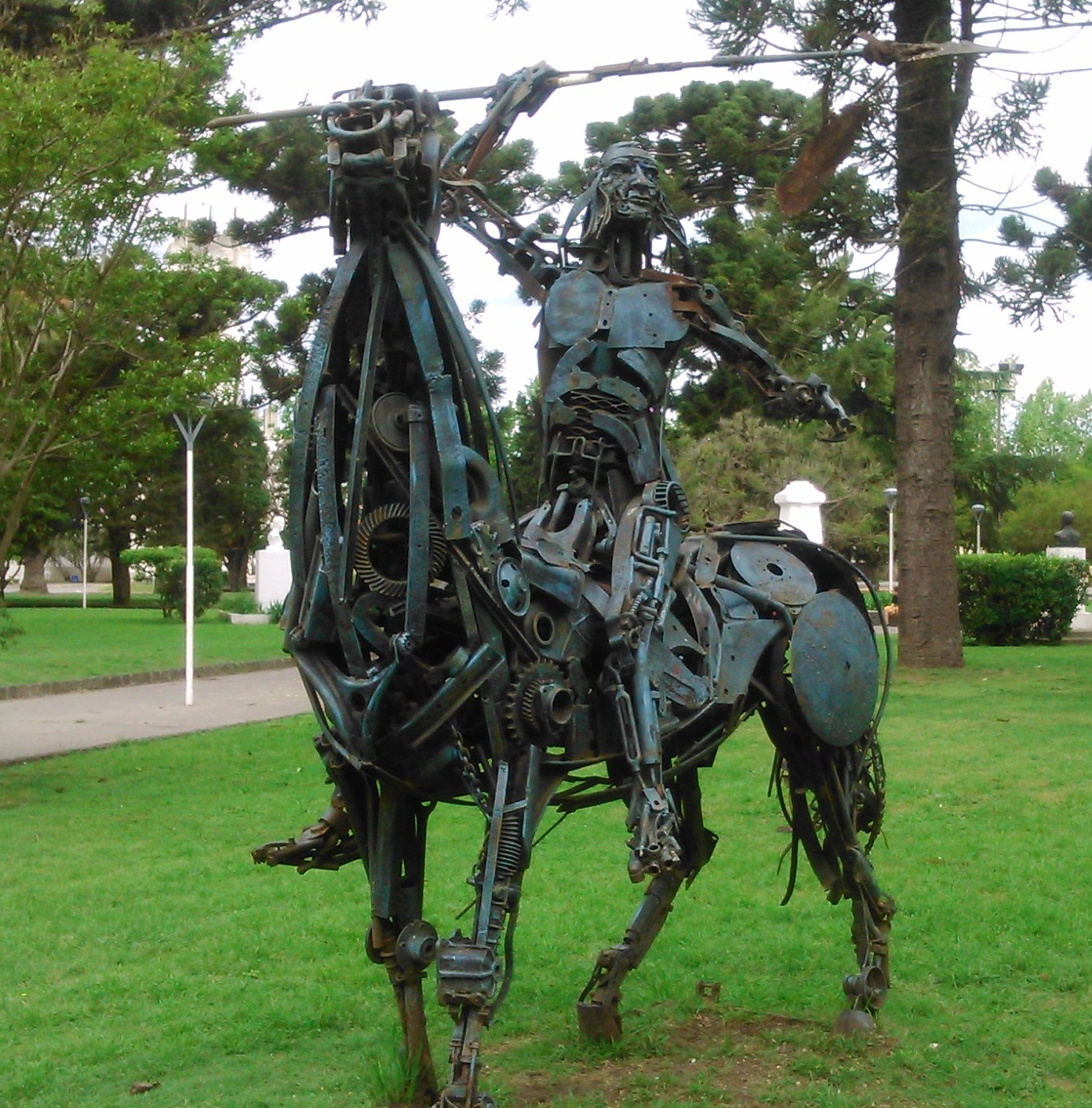
Monumento a Nicasio Maciel (Arbolito). Plaza Mitre. Por Cultura Vallese.

Convencido Rodríguez que lo único que se podía hacer era tratar de terminar con el problema del indio, hizo dos nuevas y mejor organizadas campañas. Delegó el mando en su ministro Bernardino Rivadavia y se dedicó a hacerles la guerra a los aborígenes. La visión de Rodríguez al problema del indio era: 

“La experiencia de todo lo hecho nos enseña el modo de manejarse con estos hombres; ella nos guía al convencimiento de que la guerra se presenta el único remedio bajo el principio de desechar toda la idea de urbanidad y considerarlos como enemigos que es preciso destruir y exterminar”.

En la segunda expedición fundó el Fuerte Independencia, actual ciudad de Tandil, el 4 de abril de 1823. El coronel García escribió sobre la campaña de Rodríguez: 

“Fue errado y muy dañoso el sistema de conquistar a los indios salvajes a la bayoneta y de hacerlos entrar en las privaciones de la sociedad sin haberles formado necesidades e inspirándoles el gusto de nuestras comodidades”.

A partir de 1820 comenzaron a establecerse en la zona los primeros estancieros siendo los más importantes: el general Eustoquio Díaz Vélez, Pedro J. Vela y Benito Miguens quienes se beneficiaron de la Ley de Enfiteusis que implicó que 538 se convirtieran en enfiteutas de 8.600.000 hectáreas y que permitió el lento avance sobre la frontera controlada relativamente por las autoridades patrias con el ascenso de Rivadavia a la presidencia de las Provincias Unidas del Río de la Plata. 
Para controlar las fronteras y tratar de garantizar la tranquilidad de los nuevos pobladores del desierto, el presidente contrató a un mercenario prusiano que recibió el grado de coronel del Ejército nacional: Federico Rauch, cuya estrategia consistía en atacar por sorpresa al indígena en sus campamentos. Involucrado en las guerras civiles entre unitarios y federales, el 28 de marzo de 1829 en el combate de las Vizcacheras Rauch fue derrotado y degollado. Al morir éste, los 30.000 kilómetros cuadrados que poseía la provincia de Buenos Aires en la llanura pampeana se habían transformado en más de 100.000.

### Fundación
En 1864 se crearon diez partidos en la zona del interior del Río Salado, fundándose en algunos de ellos sus respectivos pueblos.
En 1862 había sido elegido presidente de la Nación el general Bartolomé Mitre; después de las batallas de Pavón y de Cepeda se logró la unidad nacional incorporando Buenos Aires a las demás provincias; y Mariano Saavedra, hijo del patricio, era Gobernador de la Provincia de Buenos Aires. Su peocupación fundamental era organizar la política y administrativa la provincia. El gobernador divide la dilatada campaña al sur del Río Salado, y no obstante haberse declarado la Guerra del Paraguay, envía a la Legislatura un mensaje para crear diez nuevos partidos, sumados a los diecisiete existentes en esa zona. El proyecto del Poder Ejecutivo se convierte en Ley 441, del 19 de julio de 1865. Se crearon los partidos de Castelli, Tuyú, Ayacucho, Balcarce, Necochea, Tres Arroyos, Arenales, Rauch, 9 de julio y Lincoln. El decreto reglamentario del 31 de agosto estableció, además de los nombres de los diez partidos recientemente creados, los límites precisos de los veintisiete partidos en que ha quedado dividida esa parte de la Provincia. El partido de Rauch se crea a expensas del de Azul, Las Flores, Pila y Tandil.
El 18 de diciembre del año 1867 fue nombrado el primer juez de paz para Rauch, finalizando, pues, la adscripción a Pila. Recayó la designación en Carlos Fernández, quien ejerció dichas funciones en 1868.
En 1869 se hizo cargo del Juzgado de Paz de Rauch, por resolución del Superior Gobierno, un vecino del partido, Francisco Mauricio Letamendi, ciudadano de vasta cultura y de gran experiencia en la función que ejerce, por haber desempeñado ese cargo anteriormente y durante varios períodos en el partido de Pila. Letamendi completó la organización administrativa del Partido, con la creación y constitución de la primera Comisión Municipal. El juez de Paz y su Comisión Municipal consideraron impostergable crear un pueblo, asiento de las autoridades y de cabecera del partido. Se inicia la tarea de elegir el terreno, ya que las reservas hechas anteriormente con ese destino no resultaban aptas; continuaron con las tramitaciones que se prolongaron durante dos años, 
En el mes de octubre de 1871 se autorizó, mediante una resolución del Ministerio de Gobierno, a realizar la mensura de la traza del pueblo y de su ejido. El Departamento Topográfico designó para realizar la mensura proyectada al agrimensor Pedro Pico.
En marzo de 1872 se instruyó al agrimensor para que determine el lugar y proceda, de acuerdo con las autoridades del partido, a trazar el pueblo y su ejido. El 17 de abril llegó Pico con sus ayudantes y su instrumental a la Estancia "Porvenir" de Letamendi, sede del Juzgado de Paz, y desde allí, se dispuso lo necesario para llevar a cabo la diligencia encomendada. 
El día 20 de abril de 1872, el juez de paz Letamendi, el municipal Juan P. Doyhambéhere y el agrimensor Pico, en presencia de numerosos vecinos convocados al efecto, establecieron en el área oeste de la estancia "El Carmen" de Díaz Vélez, el lugar de centro al nuevo pueblo. En un acto sencillo, trascendente por su proyección y no exento de expectante emoción, los municipales nombrados cavaron un pozo de donde se erigió una bandera que señalaría para los tiempos, el momento y el punto de la fundación de "Rauch". A la vera del Chapaleufú, en una apacible tarde otoñal y sobre una lomada, nació un nuevo pueblo.
En el año 1972 Rauch obtuvo rango de ciudad.

## Geografía
Cuenta con un relieve ondulado y cóncavo, los potreros tienen forma overa, con un perfil diferenciado en la parte alta y es un campo tendido y anegadizo en las partes bajas. La tierra es apta para la agricultura especialmente en los albardones en los márgenes de los arroyos.
También cuenta con una estación experimental del Instituto Nacional de Tecnología Agropecuaria sección Cuenca del Salado (INTA), que investiga y desarrolla la actividad ganadera de toda la zona.

## Clima
El clima de Rauch es templado y húmedo con una temperatura anual de 15,4 °C y humedad relativa de 74%, la humedad mínima es de 67% en verano y la máxima en invierno de 86%, mientras que la temperatura máxima alcanza en diciembre, enero y febrero llegando a 22 °C de media. Los meses restantes corresponden a temperaturas de media estación y en el final del verano y principio del otoño se corresponden a las temperaturas más estables.
Se registra anualmente una media de 1028,64 mm de precipitaciones y una media mensual de 85,66 mm. En el mes de julio la media alcanza 51,64 mm y en enero los 111,55 mm. El registro pluviométrico tiene forma de isohigro con una concentración leve de lluvias en primavera y otoño
El viento es cálido y seco durante la época estival causando el tiempo seco del mes de enero, en invierno pueden ser secos y fríos si vienen del sur y húmedos si vienen del sureste. La dirección normal es de oeste a noroeste en verano y de sur a sureste en julio.

## Sociedad

### Demografía
Cuenta con 12,705 habitantes (Indec, 2010), lo que representa un incremento frente a los 11,483 habitantes (Indec, 2001) del censo anterior.
| Gráfica de evolución demográfica de Rauch entre 1895 y 2010 |
|                                                             |
| Fuentes: INDEC                                              |

## Vínculos carreteros

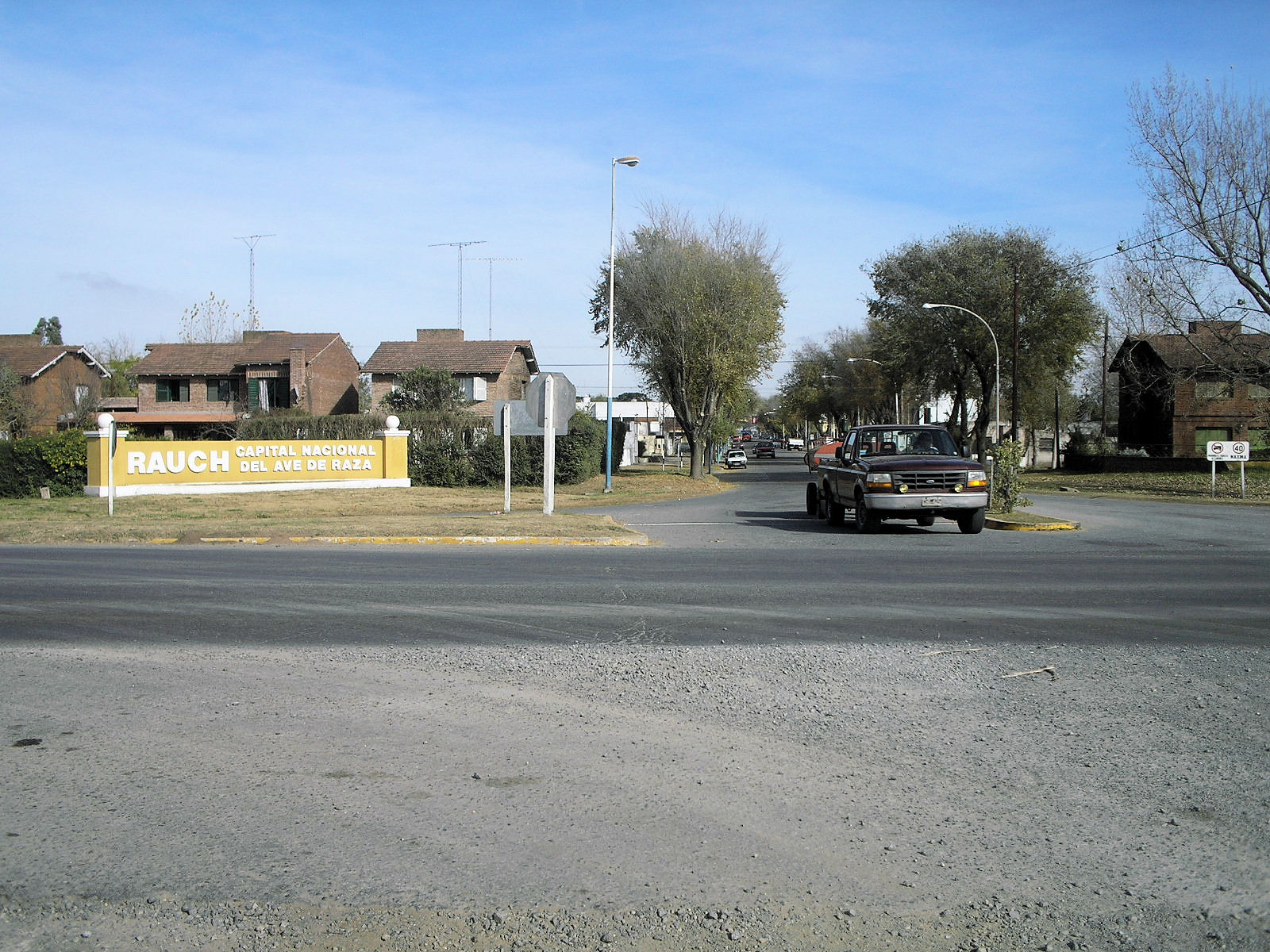
Acceso a la ciudad de Rauch

La ciudad de Rauch, a través de la Ruta Provincial 30 -RP 30-, se conecta hacia el sur con la ciudad de Tandil (70 km), y a través de la Ruta Nacional 226 -RN 226-, a la ciudad de Mar del Plata (236 km); hacia el norte con la RN 3, a la altura de Las Flores: hacia La Plata (272 km) y a Buenos Aires (277 km), por la autopista que nace en Cañuelas. 
La RP 60, conecta hacia el oeste con la ciudad de Azul (72 km) y con la RN 3, que va al sur patagónico.
La RP 50, conecta hacia el sudeste con la ciudad de Ayacucho, y continuando por la RP 74, con la costa bonaerense a través de la RN 2.

## Turismo
En la ciudad de Rauch, la Isla de Servicios, en la superposición de las RP 30 y RP 50, brinda servicios al viajero e información turística. En ella se exhiben y promueven alimentos y artesanías regionales de la estructura productiva de las pymes rauchenses.
La Casa De La Cultura es el espacio comunitario y la morada de cada artista. Se desarrollan talleres de teatro, banda infantojuvenil, pintura, literario, cerámica, telar, ajedrez, órgano, estampados en tela, costura, cestería y diversos coros municipales. 

El Parque Municipal "Juan Silva” es una fracción del antiguo "Campo de Álzaga" que se extendía desde el Arroyo Chapaleofú hasta el Arroyo Los Huesos, lindante con el ejido del pueblo de Rauch. En 1887 heredó esta parte del campo una de las cuatro hijas de Álzaga, doña Carolina, quien en 1893 se casó con Félix Viñales y en ese lugar construyó la Estancia San Gabino que, aún hoy, conserva las características típicas de una hacienda de fines del siglo XIX. En el año 1951 las políticas populistas expropiaron el campo para colonia y la estancia se reservó por el Ministerio de Asuntos Agrarios. En 1964 el casco con una parcela de 50 hectáreas la compró la Municipalidad para Parque y Museo.

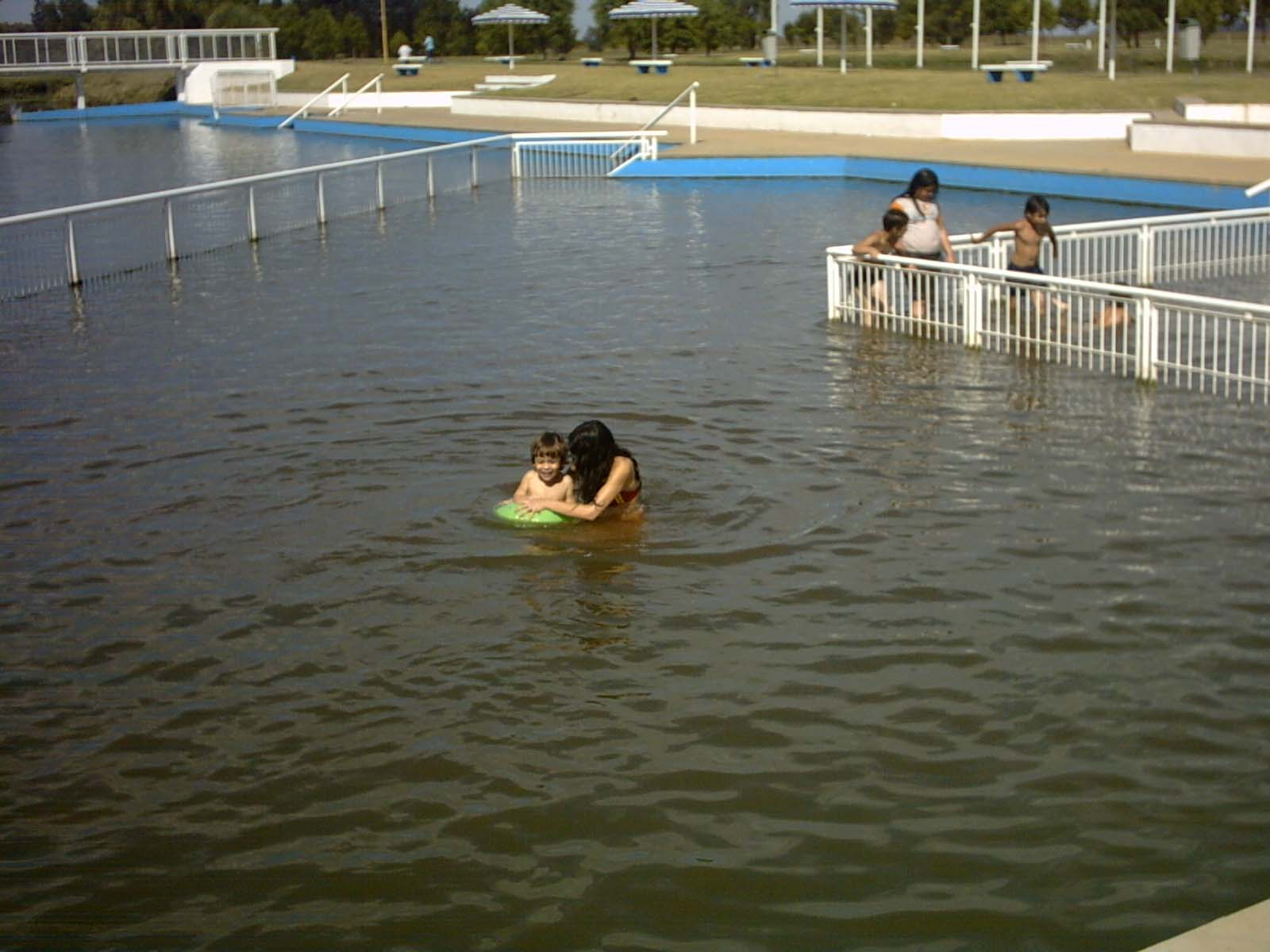
Balneario de Rauch

 El hermoso parque con acceso al arroyo tiene instalaciones para practicar deportes hípicos y automovilísticos posee un frondoso monte, con parrilleros, baños y muchas especies de árboles. 
El Complejo Polideportivo Balneario abarca casi todas las disciplinas del deporte y del esparcimiento. Posee piletones de natación con piso de cemento en el Arroyo Chapaleofú con las comodidades propias de un balneario: confitería, camping, cancha de fútbol, tenis, básquet, bochas, vóley y atletismo, entre otras; polideportivo con todas las instalaciones anexas y una nutrida programación de actividades anuales. Cuenta también con un salón multiuso, una pista de salud, parrillas, una hermosa arboleda y un lago artificial para actividades náuticas. Además del recientemente inaugurado Natatorio Municipal posee una pileta climatizada de tamaño preolímpico.

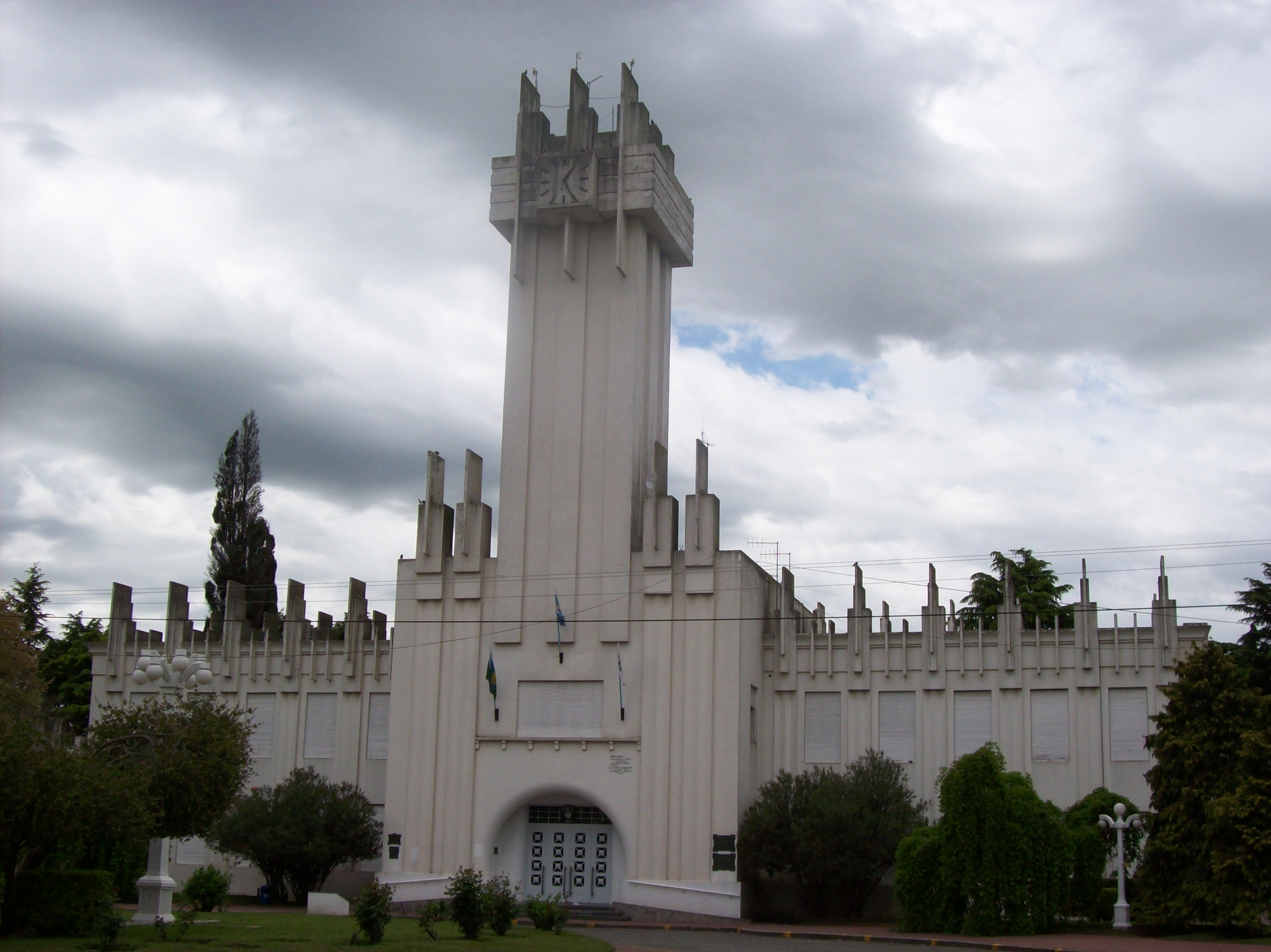
Municipalidad de Rauch, obra de Francisco Salamone.

El Palacio Municipal fue inaugurado en mayo de 1938 y construido por el Ingeniero Francisco Salamone. La obra es de estilo clásico monumental Art-Deco, con siluetas de apabullante geometría y sus característicos planos rectos.
El Anfiteatro "Rafael A. Arrieta", construido en 1981, lleva el nombre del gran poeta, Rafael Albero Arrieta, nacido en Rauch. El artista cursó sus estudios en la ciudad de La Plata, donde desarrolló su carrera. Por su ilustración y reconocida seriedad intelectual, se le confiaron importantes tareas profesionales con la Academia Argentina de Letras, de editar y prologar las poesías de Mármol; planear y dirigir la Historia de la Literatura Argentina.
La URRA es la Unidad De Reciclado Rauch que tiene como finalidad el Reciclado de residuos sólidos urbanos. Funciona desde el año 1998, y fue construida con el primer crédito otorgado por el Banco Mundial en América Latina para esa finalidad. Cuenta con la activa participación del pueblo, lo que permite su buen funcionamiento. 
El Puente Silva fue construido en el año 1875 construido por el Departamento de Ingenieros de la Provincia de Buenos Aires. Para transponer el histórico "puente de bovedilla" se cobraba peaje, hasta 1890. El 19 de noviembre de 1975, al cumplirse su centenario, fue declarado por un Decreto Municipal, Monumento de Significación Histórica. Hoy el viejo puente es venerado como una reliquia representativa del pasado pueblerino.

## Servicios

### Salud
El Hospital Municipal "General Eustoquio Díaz Vélez" debe su nombre al militar de la Independencia Argentina quien fuera uno de los primeros pobladores y estancieros del pago. Abrió sus puertas en noviembre de 1925 gracias al esfuerzo de una Comisión Pro Hospital Municipal integrada por el intendente Justo J. Otaño, el ingeniero Carlos Díaz Vélez, V. Umberto Pizzorno, Rafael Barbato, Victoriano Garralda, Nicolás N. Rocco y el doctor Benigno T. Aveleyra que lo construyeron con el apoyo de los dineros provenientes mayoritariamente de una colecta popular. Entró en servicio con dos salas: una de hombres denominada "Carlos Díaz Vélez" y la de mujeres llamada "José Garralda Maquirriain". Desde sus inicios y hasta el 2012 contó con la asistencia material y espiritual de las Hermanas de Caridad integrantes de la orden religiosa católica Hijas de San José.

### Educación
En Rauch la educación básica (primaria y secundaria) es provista tanto por el estado como por particulares.
Un listado completo de escuelas se presenta en la Consulta de Datos de Establecimientos de la DGCyE
Dentro de las escuelas de educación secundaria de carácter estatal se encuentran: 
- Escuela de educación secundaria N.º 2;
- Escuela de educación secundaria N.º 3 (Villa San Pedro);[18]
- Escuela de educación secundaria Técnica N.º 1 "Islas Malvinas".

Se presentan otras instituciones de carácter privado bajo la supervisión de DIPREGEP:
- Instituto Secundario de Rauch;
- Instituto Inmaculada Concepción;
- Escuela Agropecuaria "Eustoquio Díaz Vélez".

La ciudad también posee una institución educativa de nivel terciario:
- Instituto Superior de Formación Docente y Técnica Nº70 "Manuel Belgrano".[20]

### Transporte

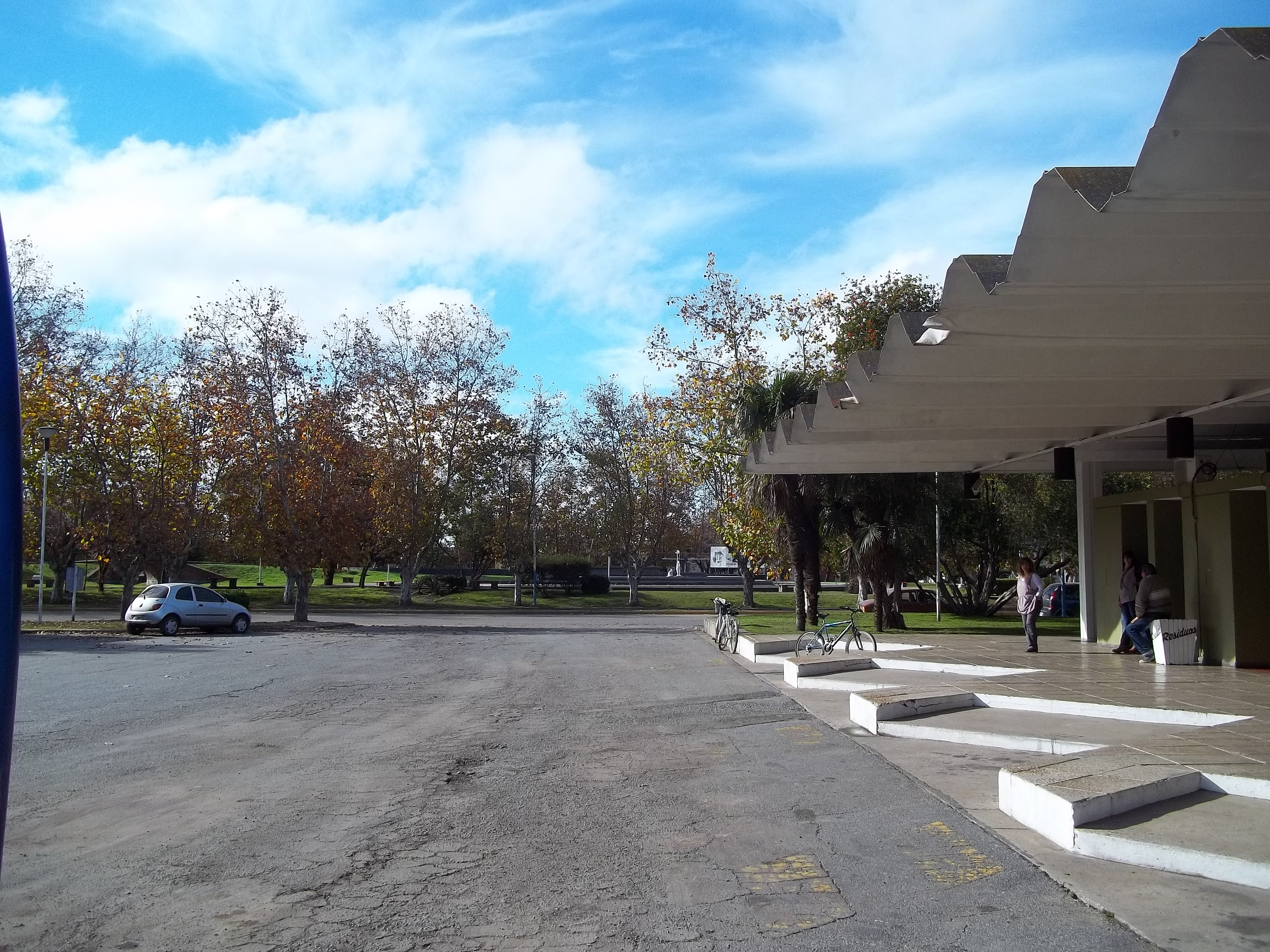
Terminal de ómnibus de Rauch

Rauch cuenta con una Terminal de Ómnibus que se localiza en el centro de la ciudad, además se reincorporó la línea de tren Constitución-Tandil.

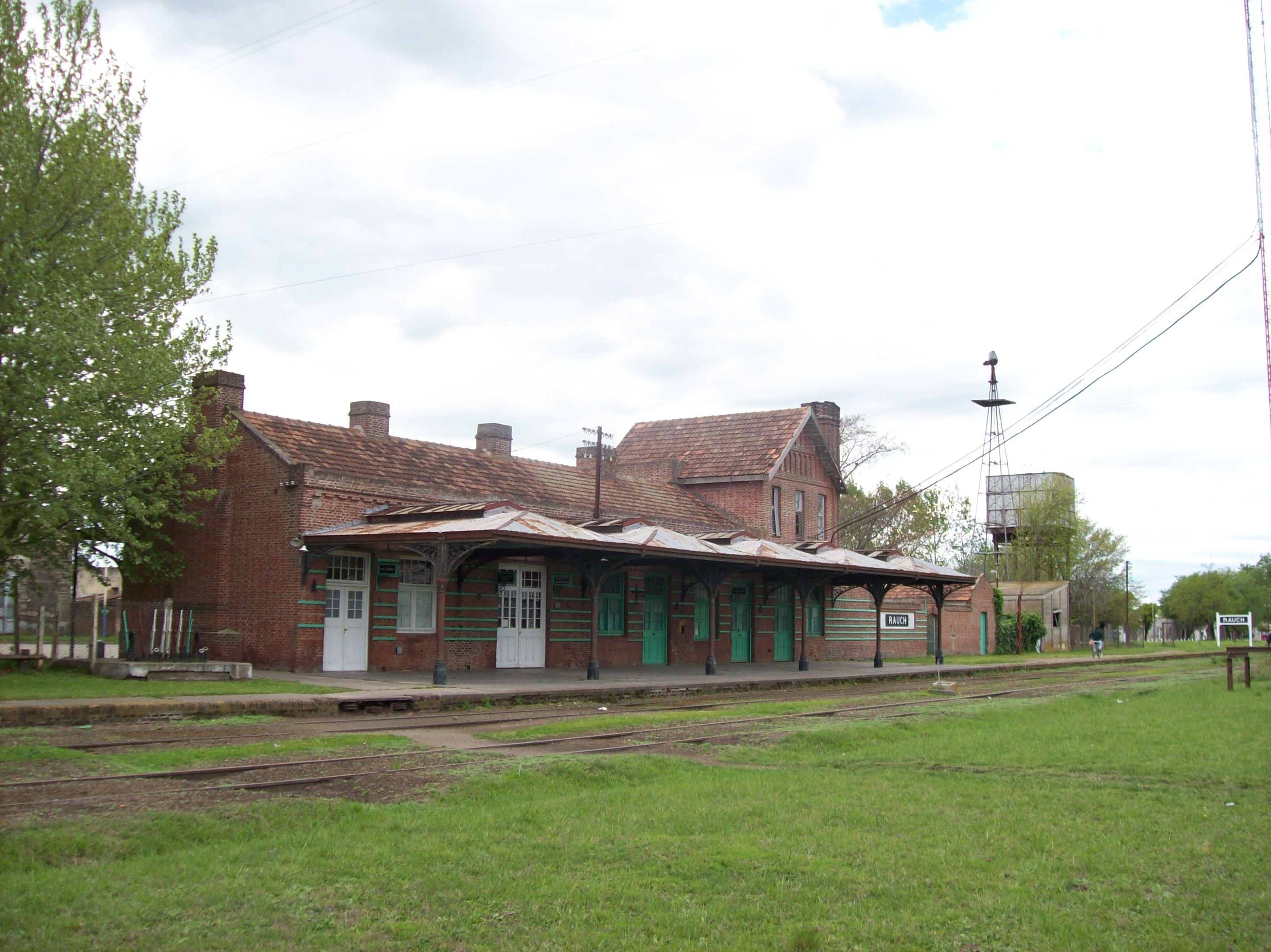
Estación de tren de Rauch

### Medios de comunicación
Dentro de los medios digitales de comunicación que operan en la ciudad de Rauch se encuentran:
Abchoy.com.ar
La nueva Verdad
Semanario Alem 
El Diario de Rauch
Otros de los medios de comunicación de Rauch son: la Emisora el Ángel en el 96.9 FM, FM Rauch en el 99.3 del dial (Alem 60), Siempre Viva 93.5 FM (Sáenz Peña 416), FM Radio Eich 95,7 (Av. Perón) y Fm Chapaleofu 102.9, La "R" 91.3, Radio Cristal 100,9 (Una de las emisoras pioneras de Rauch) y radio Play 98.1-

## Deportes
En Rauch existen varias instituciones para la práctica de deportes, siendo el fútbol el más popular y que se practica en el Club Atlético Botafogo de Rauch, Club Atlético y Social San Lorenzo de Rauch, Club Atlético Agraria, Club Atlético Boca Juniors de Rauch y Club atlético, Club Atlético Juventud Agraria y Social Estudiantes de Rauch.
Además cuenta con instalaciones óptimas para realizar otros deportes tales como balonmano, vóley, tenis, básquet, bádminton y natación.
En la localidad se desarrollan competencias de rural bike, triatlón, duatlón, carreras de pedestrismo y de natación, además de torneos de tenis.
También hay actividad de polo.

## Gobierno
El gobierno local de Rauch está dividido en tres poderes: ejecutivo, legislativo y judicial.
Cada uno de ellos a cargo del intendente, del Concejo Deliberante y del Juez de Faltas respectivamente.
El intendente es el Contador Público Nacional, Maximiliano Suescun, quien pertenece a la UCR, y fue reelecto en las últimas elecciones de 2019.
En el Palacio Municipal, ubicado en Rivadavia 750, tiene su despacho tanto el intendente como la sede del Concejo Deliberante. Mientras que en Alberti 98 funciona el Juzgado de Paz.
La Policía de la Provincia de Buenos Aires se encarga de la seguridad.

## Economía

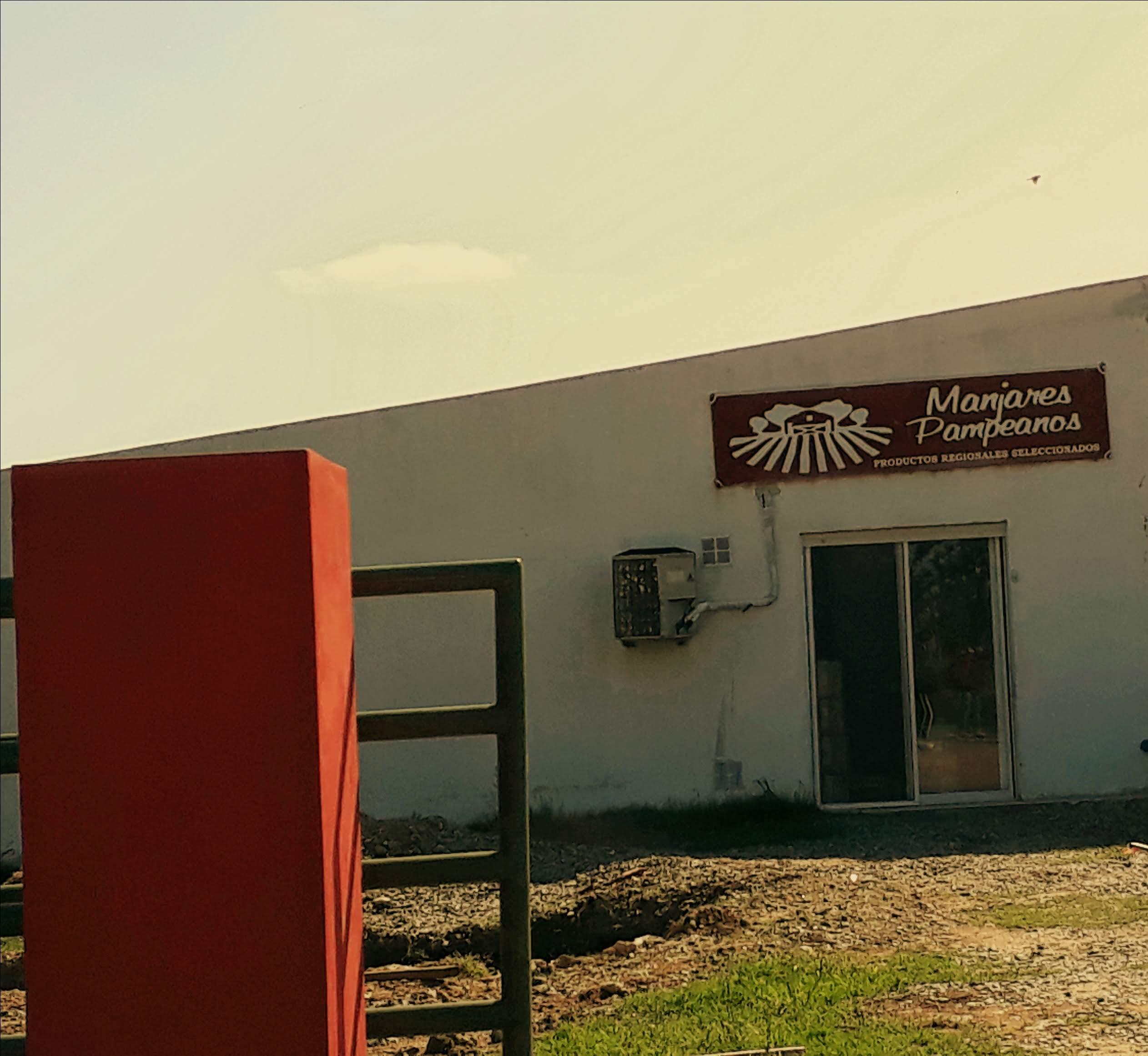
Fábrica de quesos en el SIPLA

### SIPLA
El sector Industrial Planificado Rauch es un espacio de localización industrial en Rauch. Se encuentra sobre la Ruta Provincial 30 y cuenta actualmente con aproximadamente quince fábricas. 
El objetivo principal de la ceración del agrupamiento no fue la resolución inmobiliaria de las parcelas si no la radicación de industrias y de uso a fines en el predio. La Municipalidad determinará los valores de venta de los mismos en base al objetivo principal señalado.

## Religión

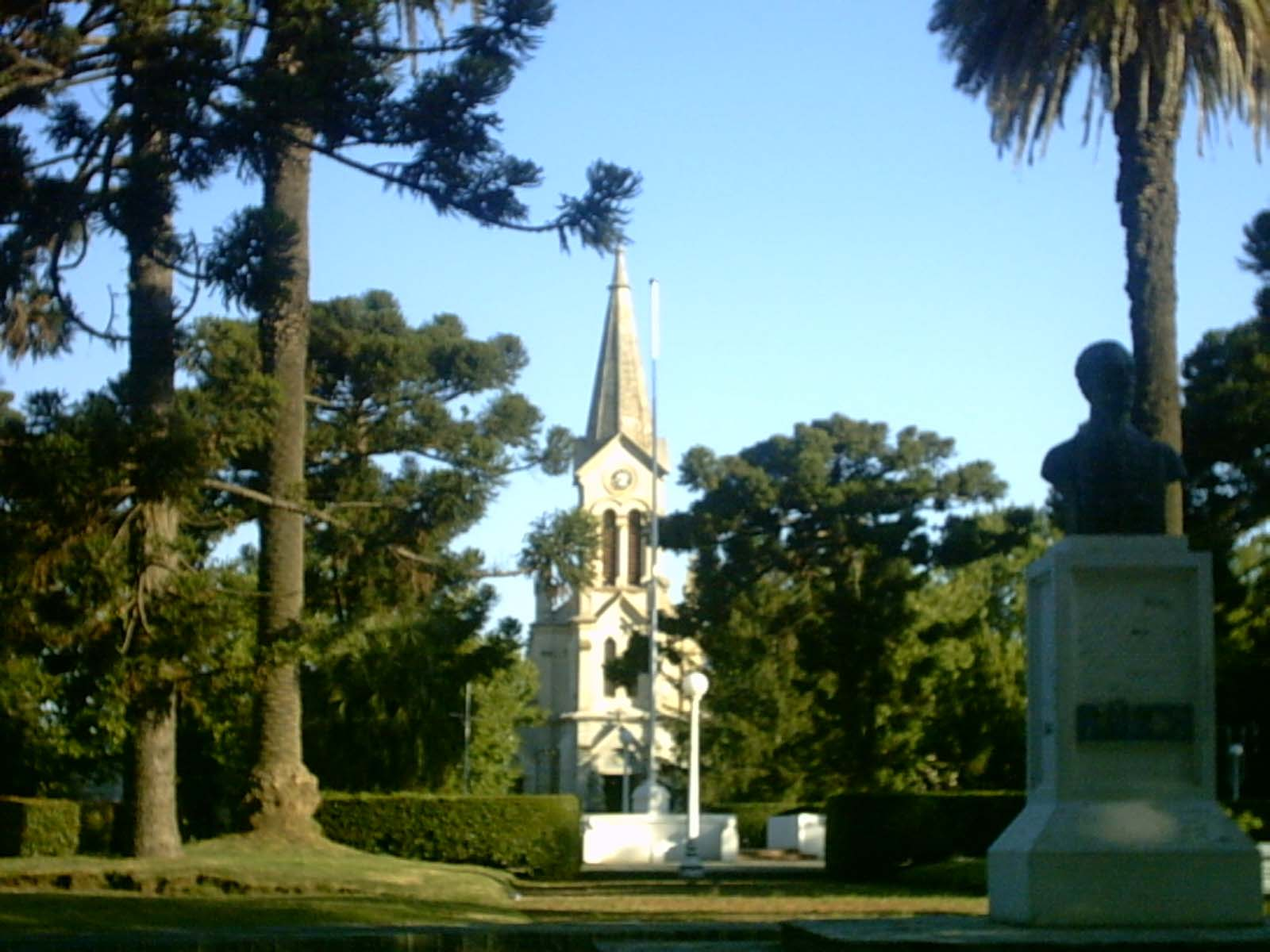
Parroquia San Pedro Apóstol.

La religión mayoritaria de Rauch es la católica.
La Parroquia "San Pedro Apóstol" es la iglesia de Rauch, levantada en 1875, pertenecía a la diócesis de Buenos Aires. De 1882 a 1892, la primera parroquia, fue totalmente destruida por un incendio. 
En julio de 1902 se inauguró el nuevo edificio, construcción a cargo del ingeniero José Zeni. Cuenta con una amplia nave central y dos laterales, un altar mayor y cinco altares laterales. El templo fue restaurado en su totalidad: vitrauxes, pinturas, etc. Un magnífico órgano de 1554 tubos, construido en Italia, fue inaugurado el 29 de enero de 1924 y constituye el más grande de la diócesis de Azul; único en sus estilo.

### Parroquia
| Diócesis  | Azul        |
| --------- | ----------- |
| Parroquia | Juan Carlos |

## Cultura

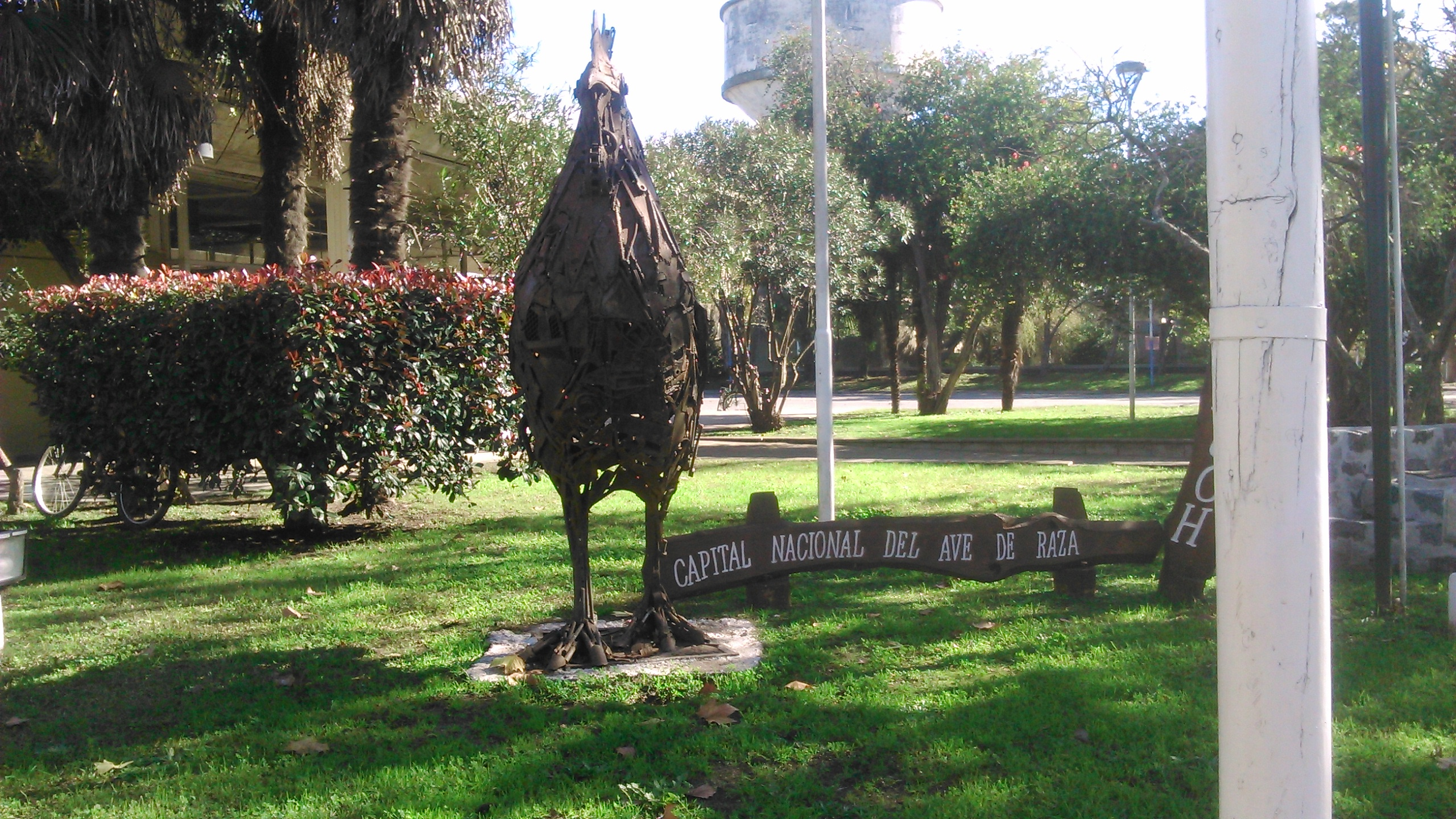
Escultura realizada por el artista Plástico Marcial Flora para la capital Nacional del Ave de Raza

El Museo Municipal de Artes Plásticas "Faustino Jorge Bonadeo" fue fundado el día 11 de septiembre de 1998 y lleva el nombre del primer Director de la Comisión Municipal en 1962, fecha en que se conformó la misma. Cumple y ha cumplido los propósitos que motivaran su fundación; favorecer el desarrollo cultural y el gusto artístico en la comunidad. Se exponen pinturas, dibujos, esculturas, fotografías, recitales poéticos, conciertos, propuestas corales y otras expresiones artísticas o eventos municipales.
La Fiesta Nacional del Ave de Raza se realiza el segundo fin de semana de septiembre, cada año.
El Encuentro Cultural y Feria Artesanal se realiza el primer fin de semana de enero.

## Personalidades
- Dr. Salvador Mazza, médico bacteriólogo nacido el 6 de junio de 1886 en Rauch. Dedicó años de investigación para combatir la enfermedad de Chagas-Mazza y su vector: la vinchuca.
- Rodolfo Barili, periodista, locutor y presentador de televisión.
- Catalina Miguel Palma, productora.

## Galería de imágenes

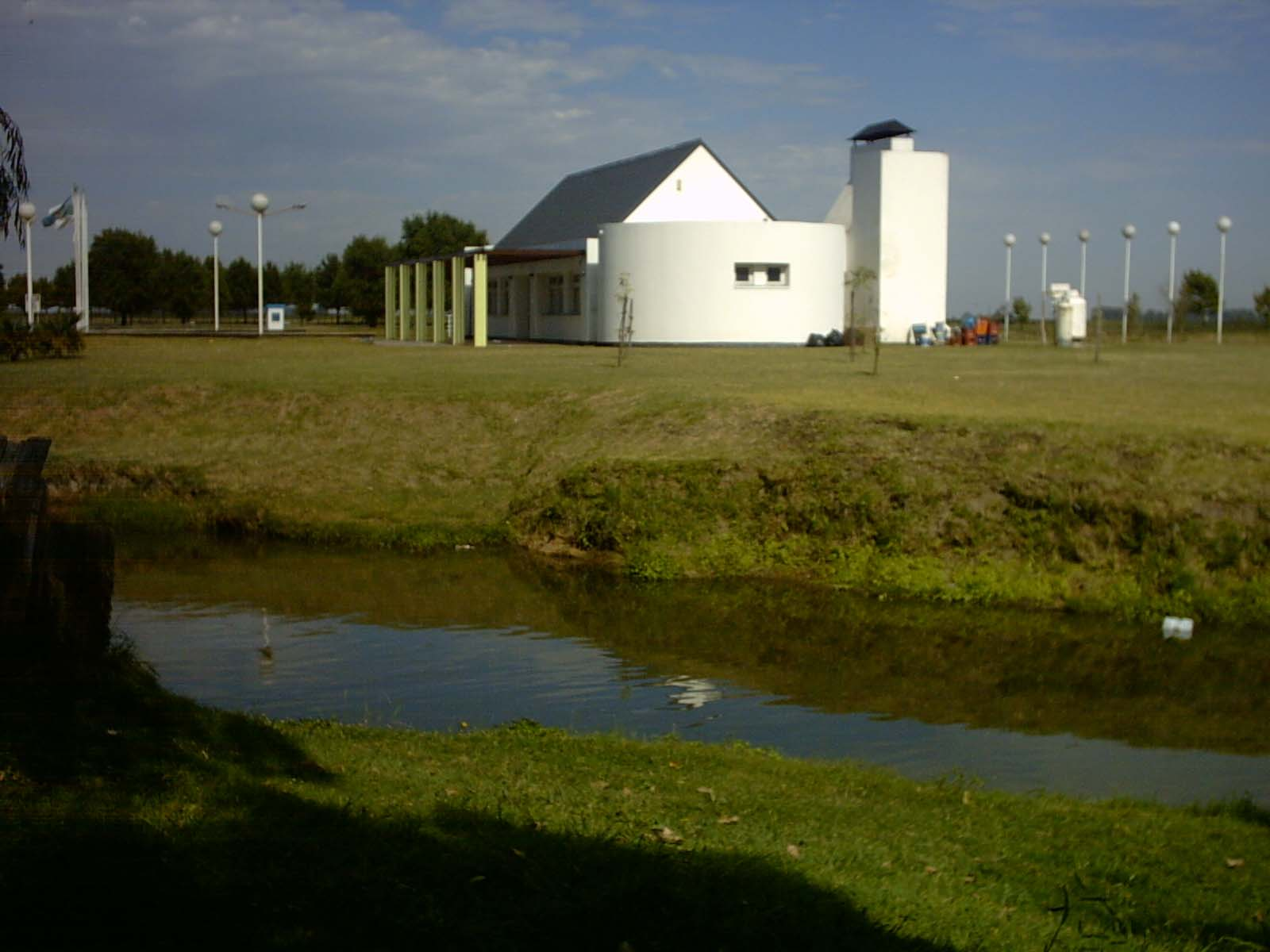
Vista del arroyo Chapaleofú en el balneario de Rauch.
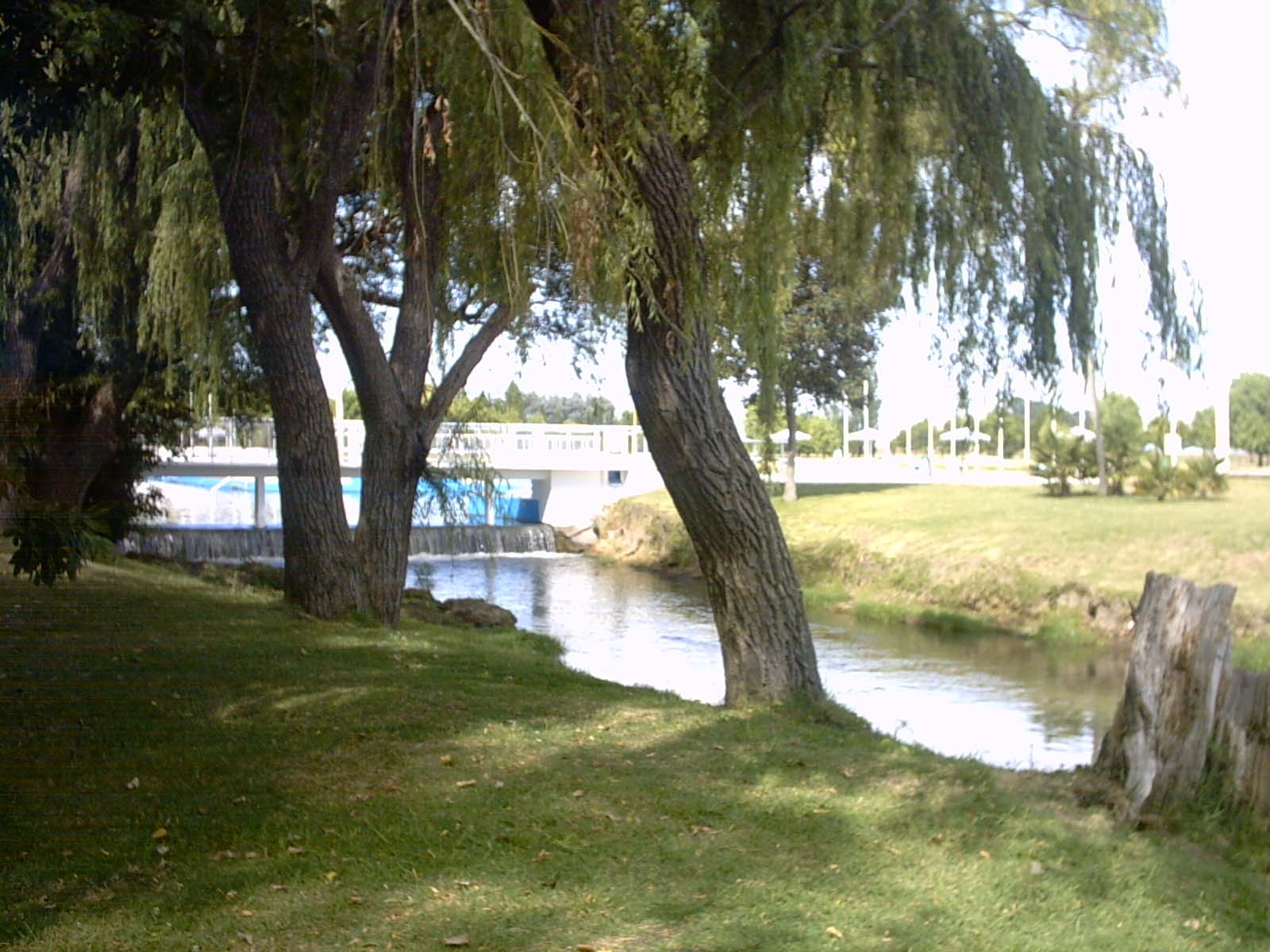
Otra del arroyo Chapaleofú en el balneario de Rauch.
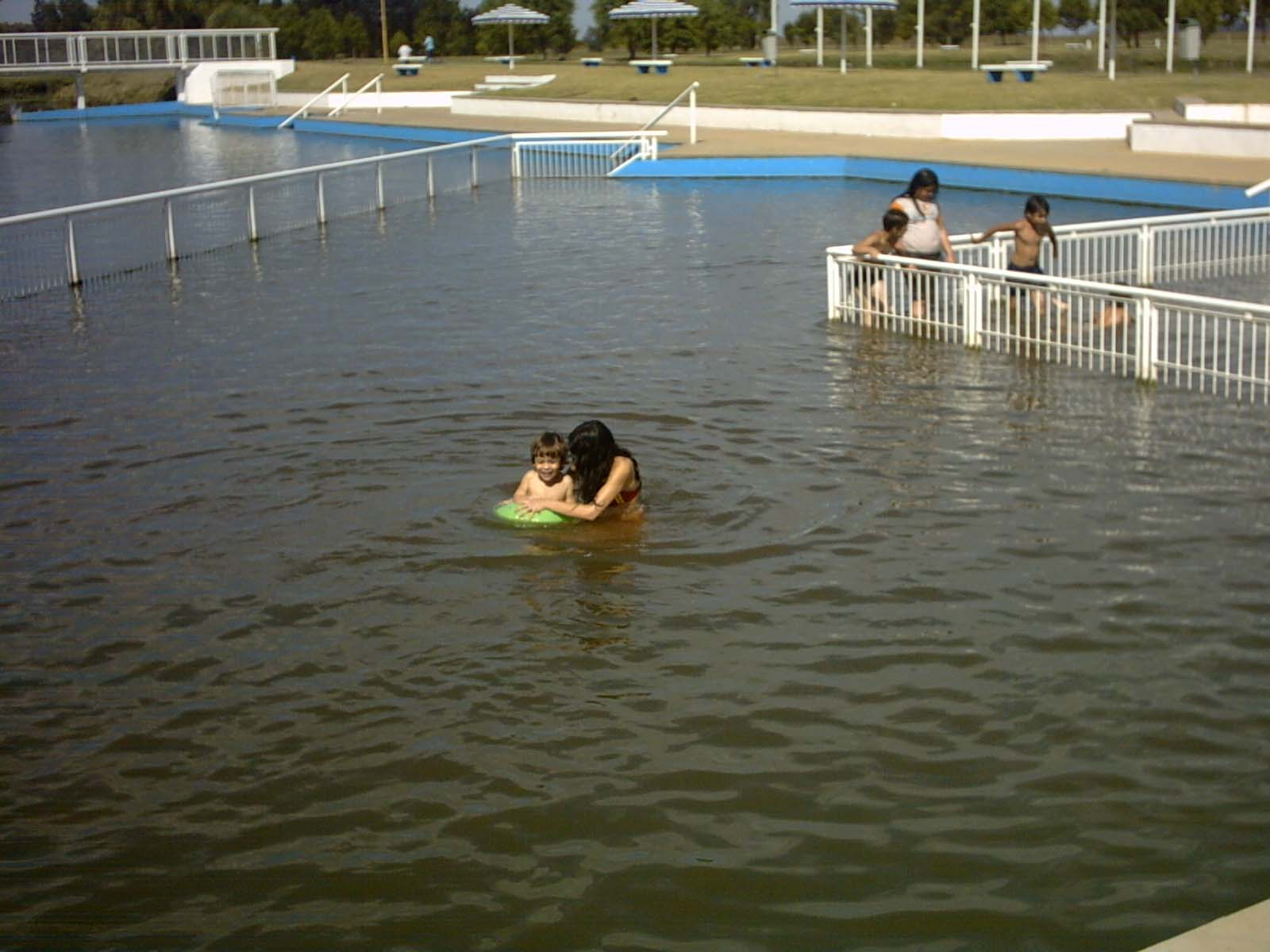
Piletones del balneario de Rauch.
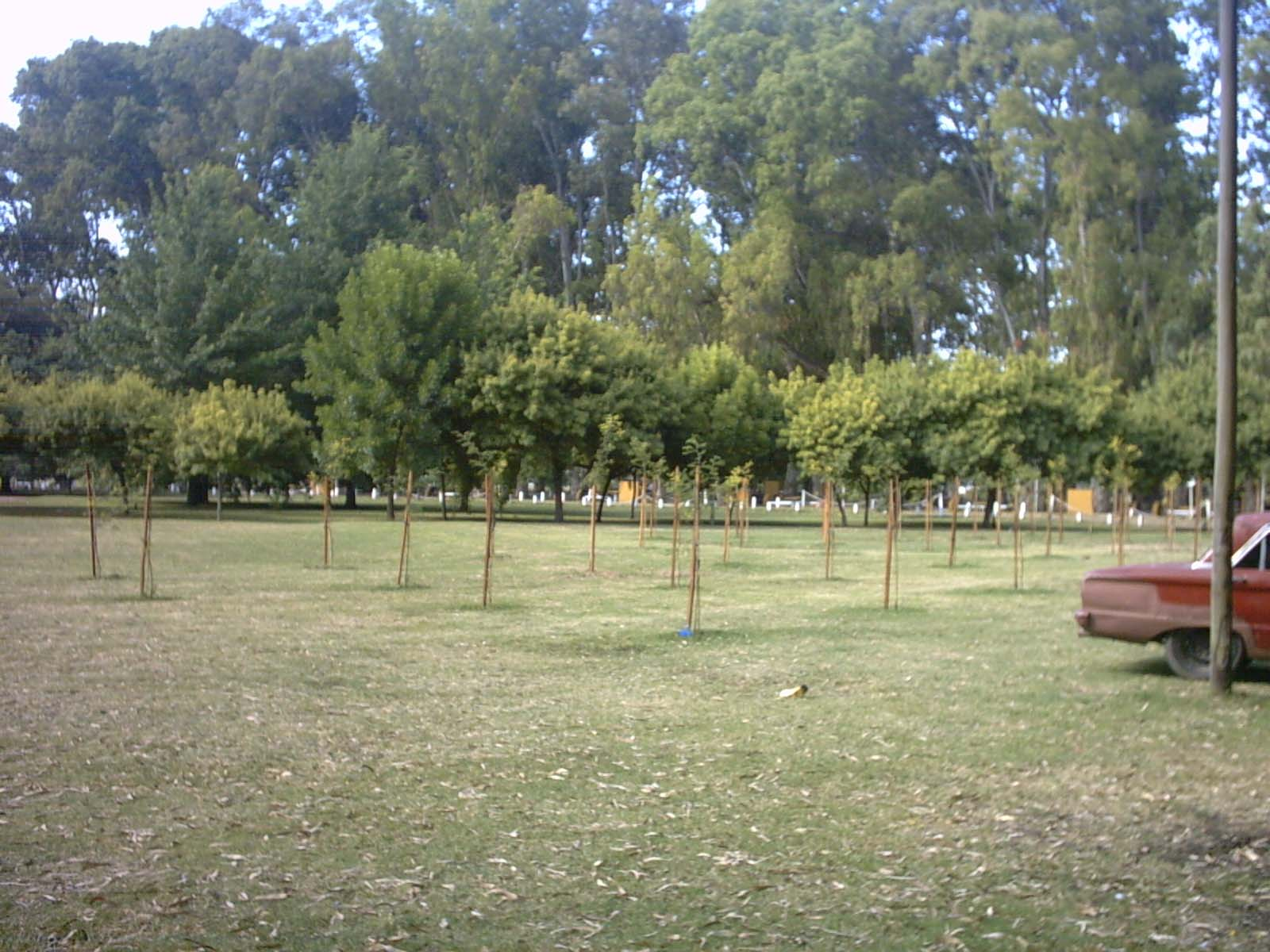
Árboles plantados en el complejo polideportivo.
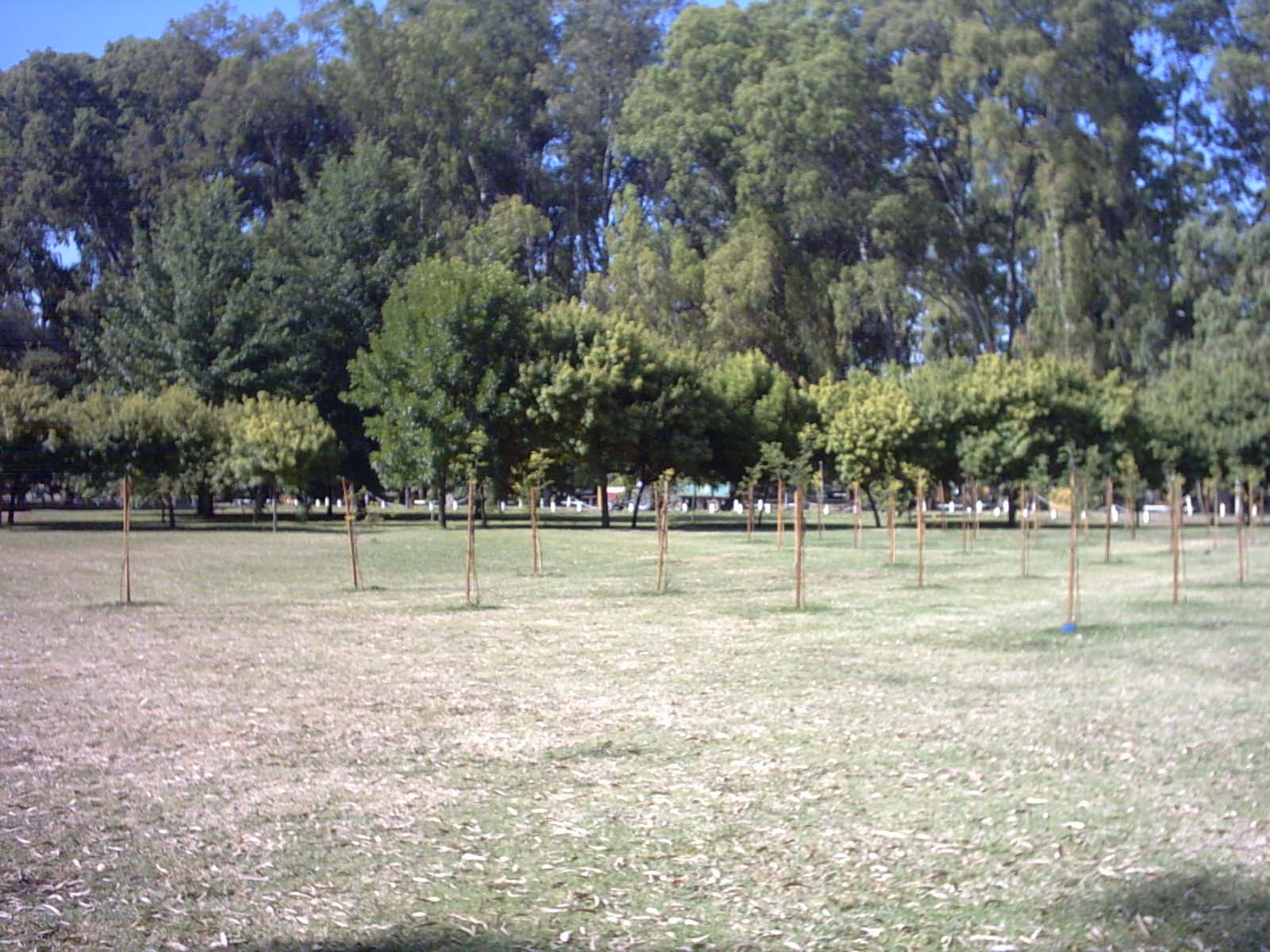
Otra vista de los árboles.
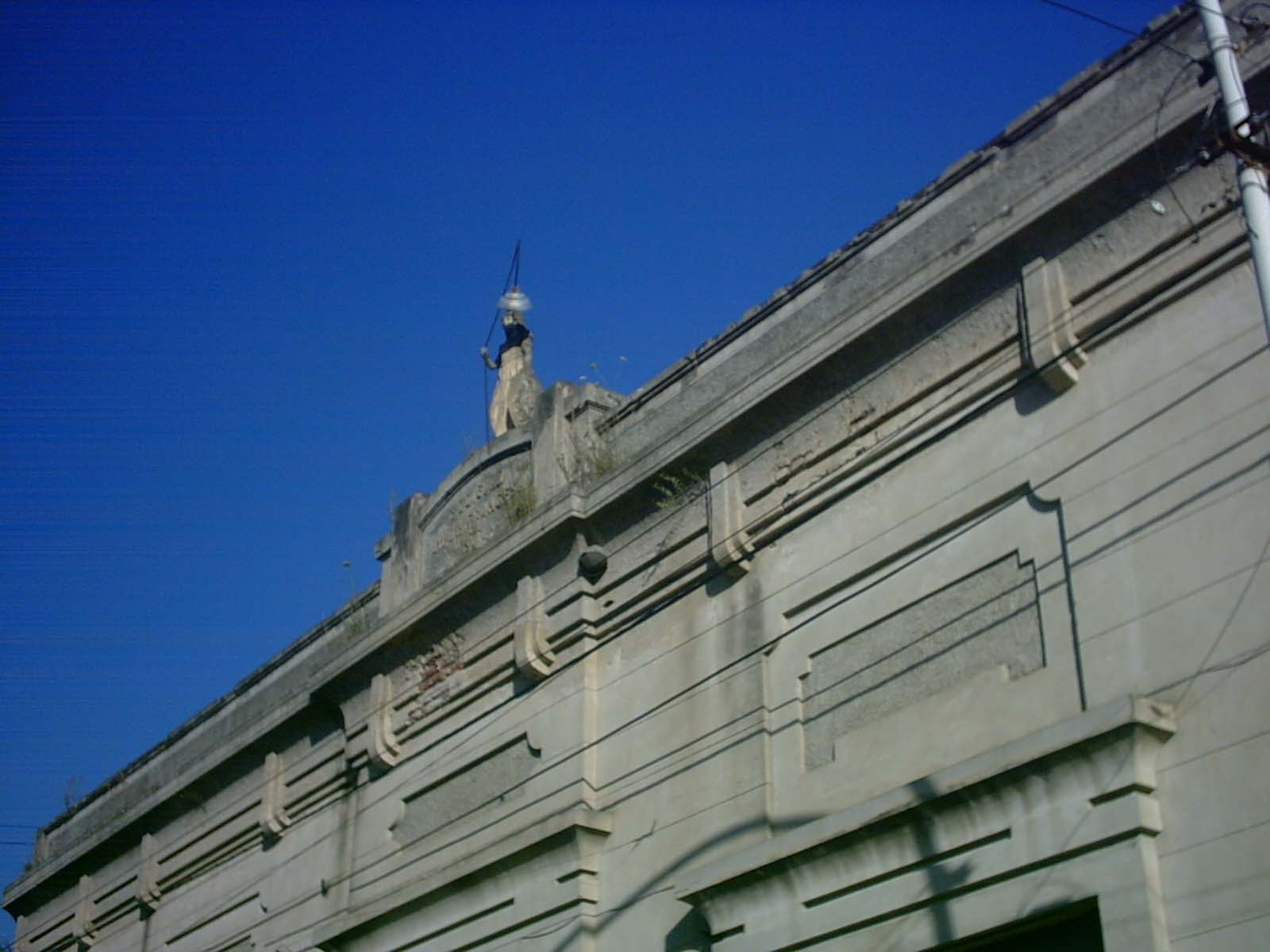
Uno de los edificios más antiguos de Rauch que perteneció a la Unión Francesa de Benevolencia.
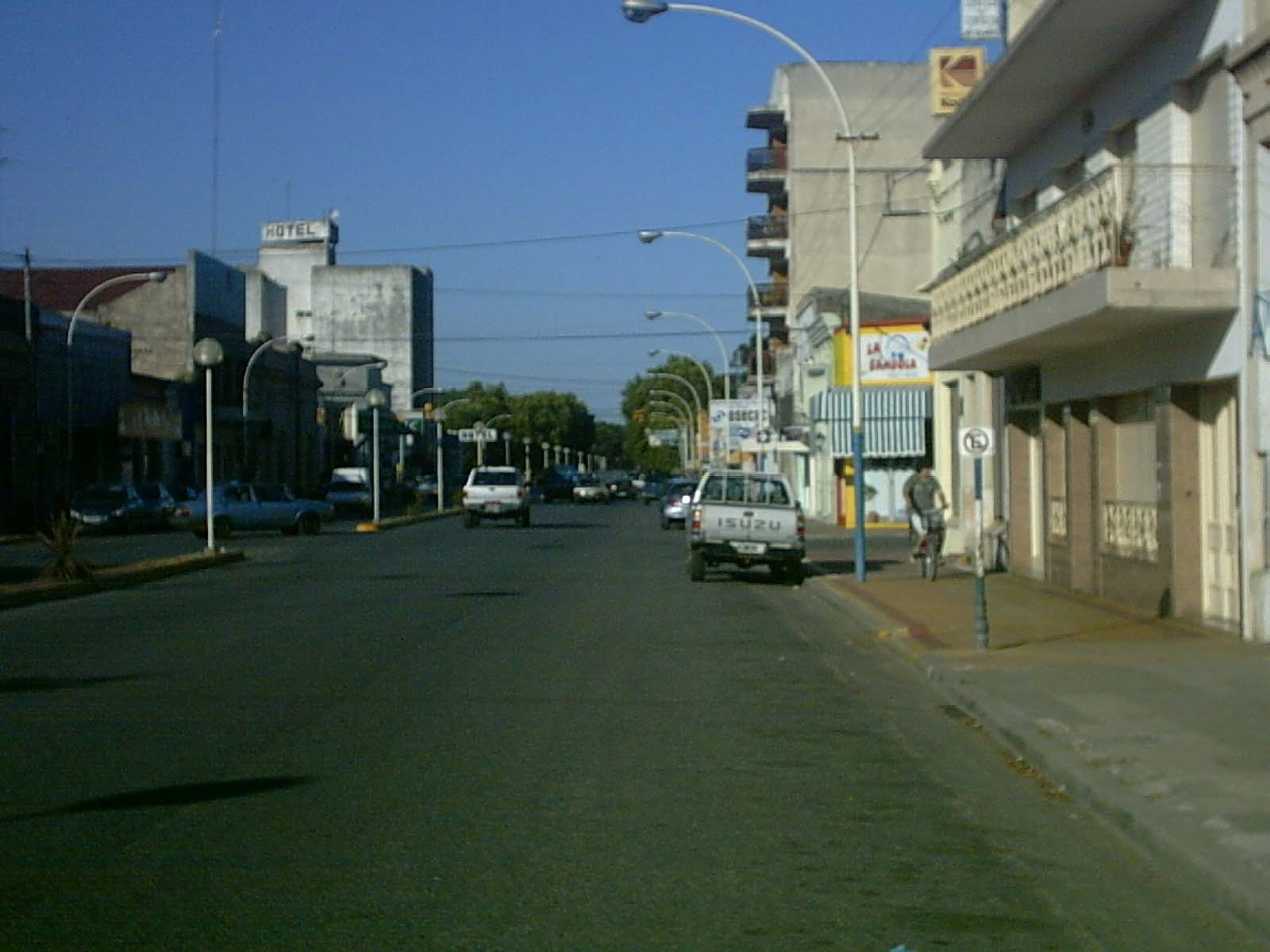
Avenida San Martín, una de las principales de Rauch.
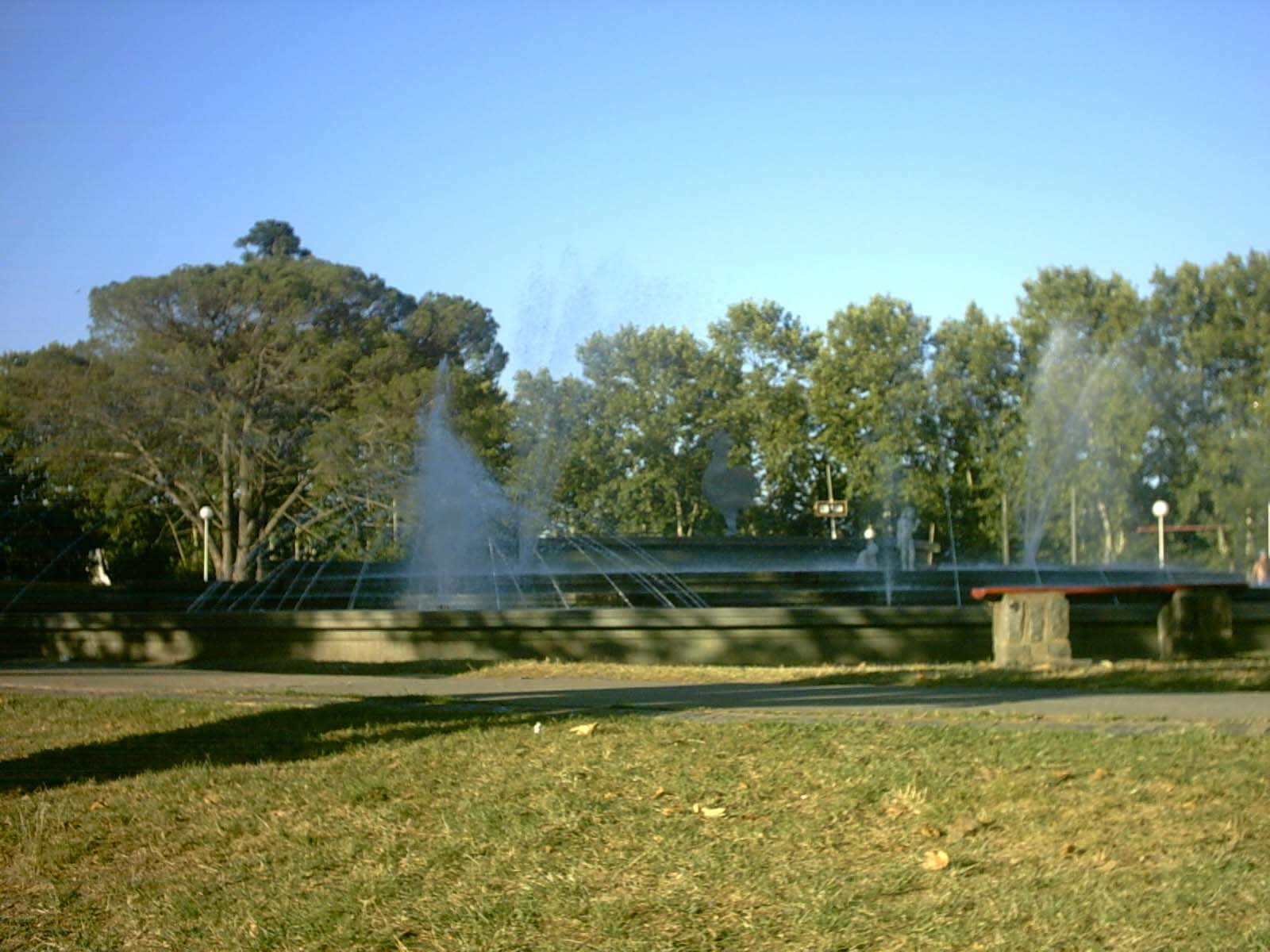
Fuente en la Plaza Sarmiento de Rauch.
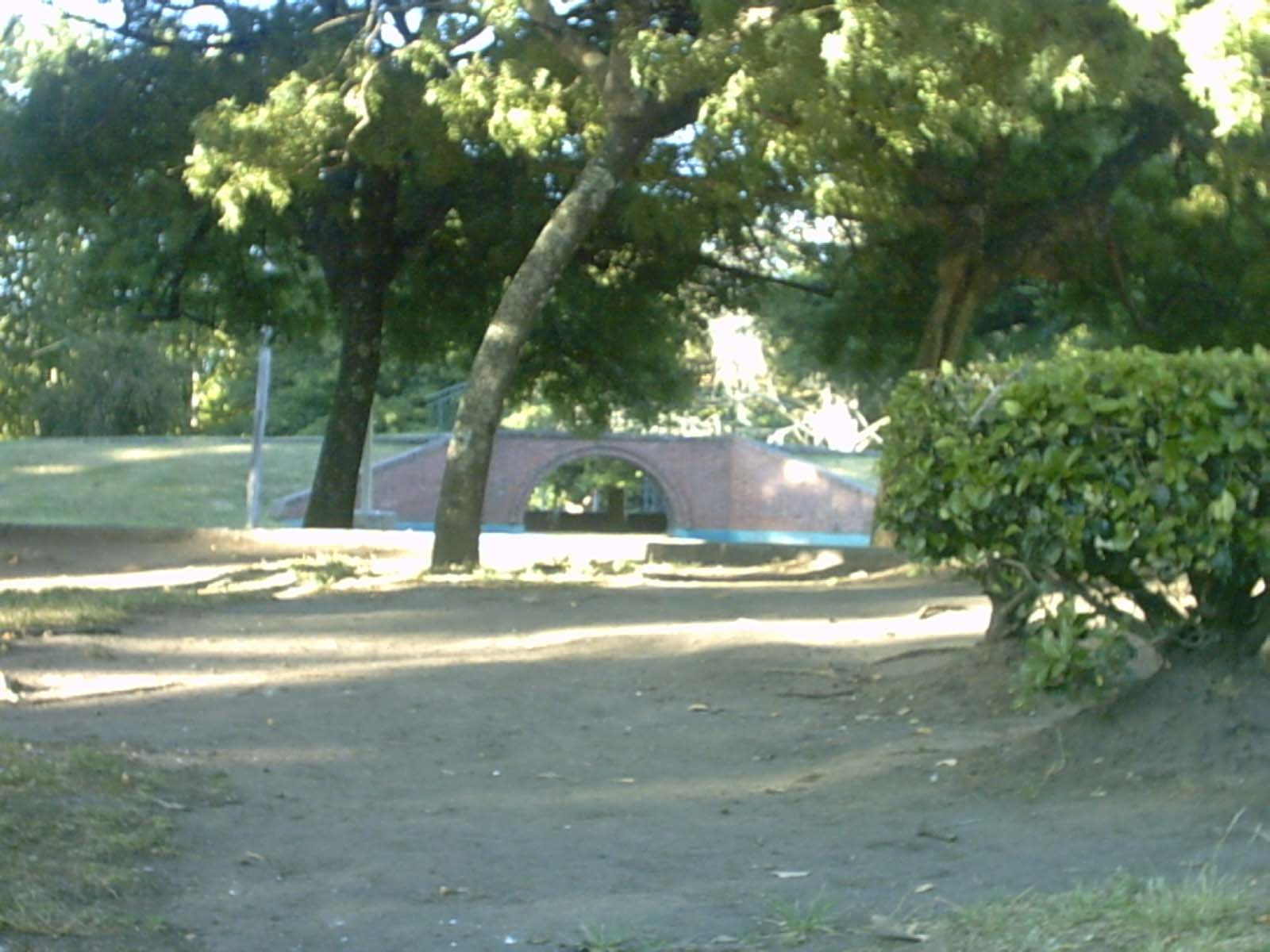
Plaza Sarmiento en la ciudad de Rauch.
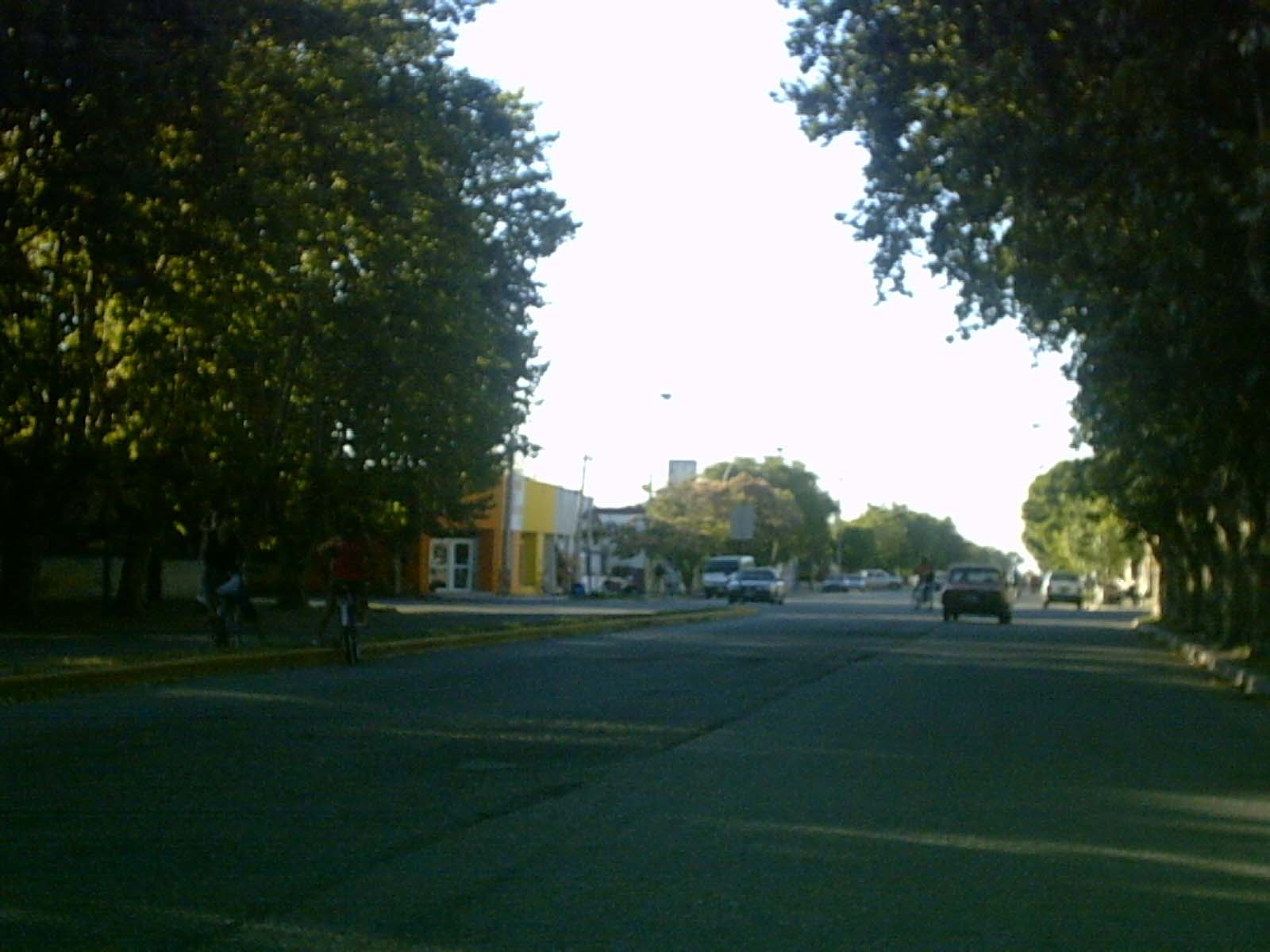
Avenida que une la ciudad con la superposición de las rutas provinciales 30 y 50.
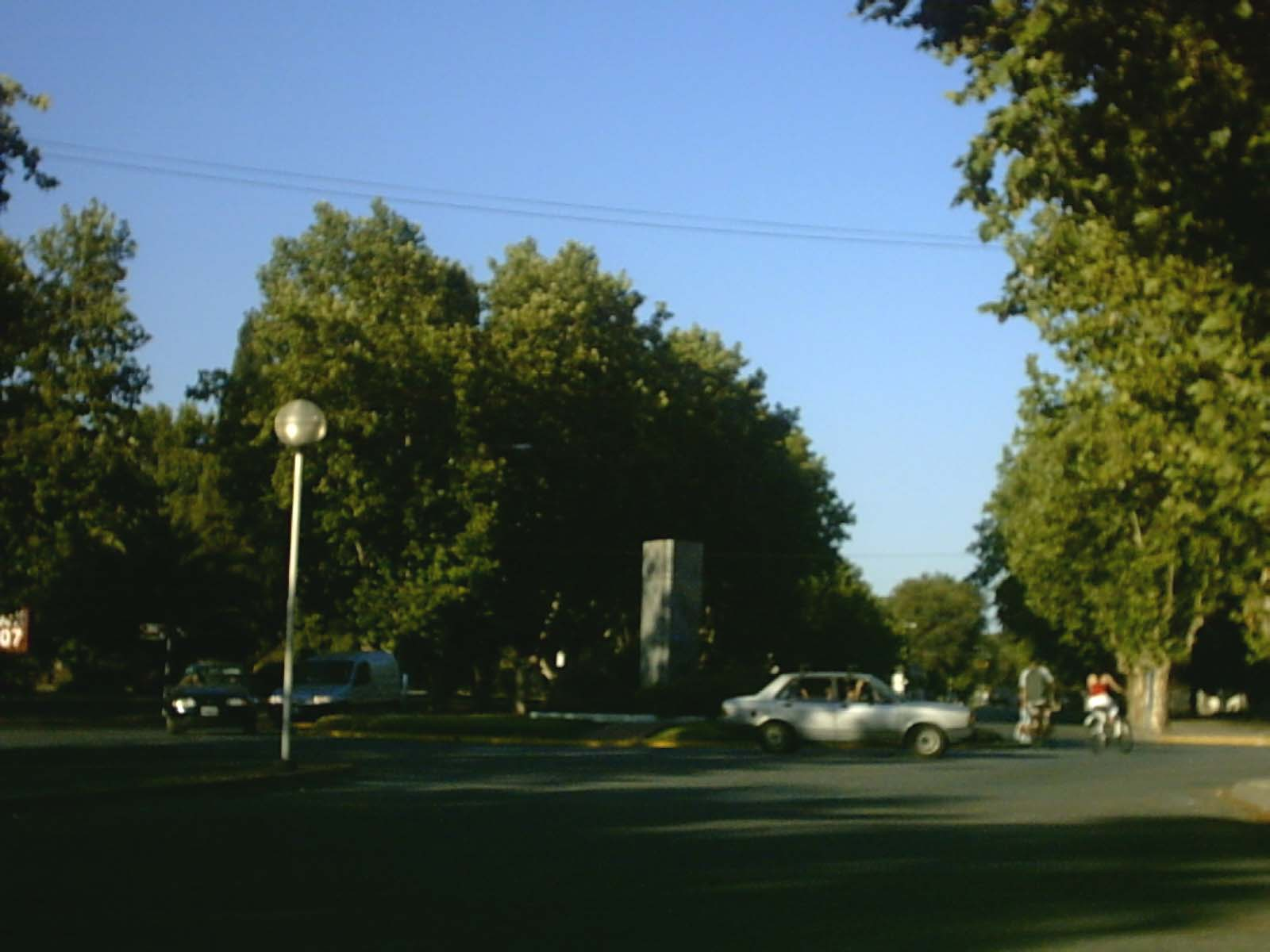
Monolito del nombramiento de Rauch como ciudad en el cruce de las avenidas San Martín y Belgrano.